# 東京都交通局6300形電車
東京都交通局6300形電車（とうきょうとこうつうきょく6300がたでんしゃ）は、1993年（平成5年）6月23日より営業運転を開始した、東京都交通局（都営地下鉄）三田線用の通勤型電車。

## 概要
都営三田線では、1989年（平成元年）から既存の6000形の冷房改造を始めたが、開通当初に導入した同形式の初期車は25年以上が経過し、更新の時期を迎えていた。そこで、6000形の一部を本形式に置き換えることにより車両の更新と冷房化の促進を図ることになった。
乗客サービスの向上、省エネルギー化、保守の省力化をコンセプトにした。また、落成当時建設中で2000年（平成12年）9月26日に開通した三田 - 目黒間の延伸と目黒から先の東急目黒線直通運転に備え、帝都高速度交通営団（現：東京地下鉄）・東京急行電鉄（現：東急電鉄）、埼玉高速鉄道との間で定めた直通車両規格「相互直通運転における目黒線・南北線・三田線・埼玉高速鉄道線との直通車両申し合わせ事項」に合わせている。
落成時より乗り入れ先の東急目黒線、駅施設を共有する東京メトロ南北線と合わせて将来の8両化を見据えた設計となっている。このため、運転台をはじめATC装置やATO装置を使用したワンマン運転への各種準備もされていた。
1993年6月から1994年（平成6年）7月にかけて6両編成13本（1・2次車、78両）を導入し、非冷房の6000形を置き換えたことにより、都営三田線の冷房化率は100%となった。その後、1999年（平成11年）6月から11月にかけて6両編成16本（96両）を導入し、6000形をすべて置き換えた。その後も目黒延伸開業の増発用として翌2000年（平成12年）8月までに6両編成8本（48両）を導入している。
製造は6301 - 6329編成および6334 - 6337編成を川崎重工業が、6330 - 6333編成を近畿車輛が担当した。なお、近畿車輛製も製造所銘板表記は「川崎重工」（車内は「Kawasaki」）となっているが、運転室に「近畿車輛」の銘板がある。3次車の川崎重工のプレートは製造年は西暦、社名ロゴはローマ字で「Kawasaki」と表記（埼玉高速鉄道2000系の色違い）されている。

## 車両概説

### 車体
軽量ステンレス製車体であり、東日本旅客鉄道（JR東日本）の209系電車向けに開発された2シート貼り合わせ工法を採用している。妻面はビード構造の外板とし、妻窓を設けた。車体には三田線のラインカラーであるブルーのラインと東京都交通局の情熱を表す赤のラインを巻いている。従来車両6000系との比較で約20％の軽量化となった。
先頭部はFRP成形品として、ステンレス色の塗装を施している。フロントガラスは大形の曲面ガラスを使用しており、前面は地下鉄線内における非常口としてプラグドアが設置され、緊急脱出用のハシゴが用意されている。外観デザインは「スピード感」「近未来」「ハイテクイメージ」をテーマとした。前面下部にはスカートを装着した。

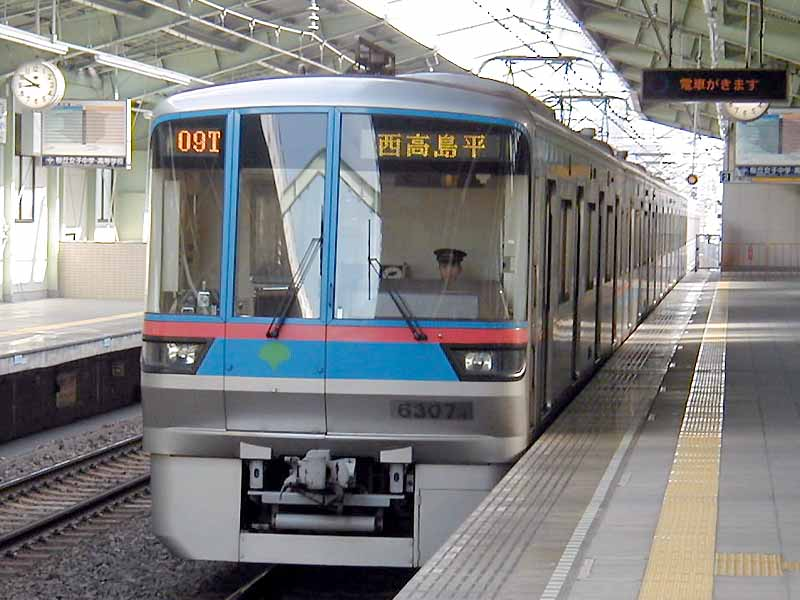
前面のスモークフィルム貼り付け前
（1999年11月3日 志村三丁目駅）

現在は全編成が三田線のホームゲート連動機能およびホーム上の監視カメラからのミリ波映像受信装置および車上ITV（車上モニター画面）を装備している関係で、ホームモニターの視認性を確保するため、プラグドアや助士側も含めてフロントガラスの上方にスモークフィルムが貼り付けされている。

### 内装
客室のデザインコンセプトは「人に優しい感覚の快適な移動空間」とし、明るく暖かみのある居住空間を目指した。1・2次車と3次車では仕様がやや異なり、後者はコストダウンの要素が多く見られる。
化粧板は白色系のものを使用し、床材は1・2次車は中央部を朱色系の石目模様、外側は灰色のツートンカラー品、3次車は灰色の単色品を使用している。
座席モケットはベネチアンレッドの赤系色、優先席はバイオレット（薄紫色）である。1人分の掛け幅は450mmであり、いずれもバケットシートを採用している。1・2次車では脚台（蹴込み）は車端部を除き、後退させて座席下を広くしたほか、車端部には各車両1か所に都営地下鉄の車両で初めての対面式クロスシートを設置した。3次車では脚台がすべて大形となり、車端部のクロスシートは廃止されている。
荷棚はパイプ式であり、座席端の袖仕切形状は1・2次車は石目柄のローズグレー成形品を、3次車では浅草線用の5300形用に類似した化粧板貼り付けの板を使用している。
側窓は車端部が固定式、ドア間の2連窓は開閉可能な下降窓としており、遮光用にロール式カーテンが設置してある。1・2次車では樹木の柄入りを、3次車は無地のものを使用している。車椅子スペースは2号車と5号車（車号末尾2と7の車両）の2か所に設け、この場所には安全手すり、車椅子固定ベルト、非常通報器を設置している。この非常通報器は乗務員と相互通話可能なもので、各車に4台設置している。
側出入口は片側4か所に設けられ、側引戸は1,300mm幅の両開き式である。外板はステンレス製で、室内側は1・2次車では内装と同じ化粧板仕上げであるが、3次車ではステンレス無塗装とされた。
一部を除き、各貫通路には貫通扉が設けられている。基本的に片開き構造だが、車椅子スペースに隣接する部分は車椅子での移動を考慮して貫通路幅を広く確保したことから両開き構造である。1・2次車は石目柄ローズグレーの化粧板仕上げ、3次車はステンレス無塗装である。扉の機構はドアクローザー付きで自動的に閉まるようになっている。
| 形式     | 先頭車             | 中間車              | 中間車              |
| 形式     | 先頭車             | 車いすスペース なし | 車いすスペース あり |
| -------- | ------------------ | ------------------- | ------------------- |
| 1・2次車 | 136人 （座席49人） | 147人 （座席55人）  | 148人 （座席52人）  |
| 3次車    | 136人 （座席48人） | 147人 （座席54人）  | 148人 （座席51人）  |

車内の写真

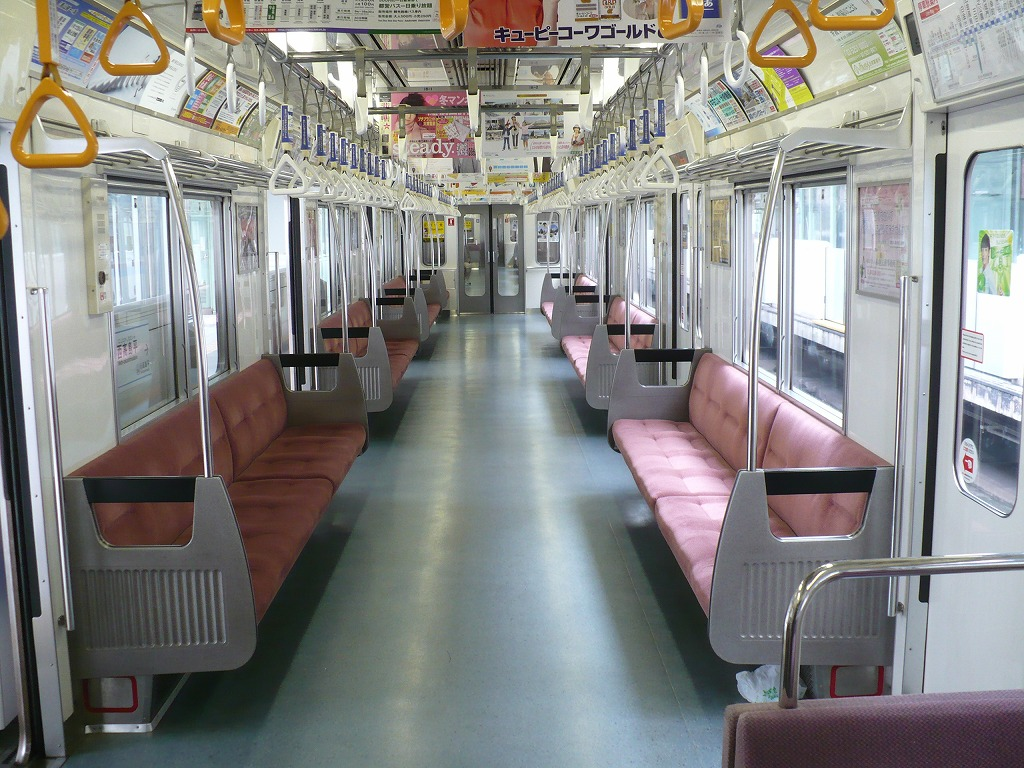
1次車の床材更新前の車内全景 （2010年1月）
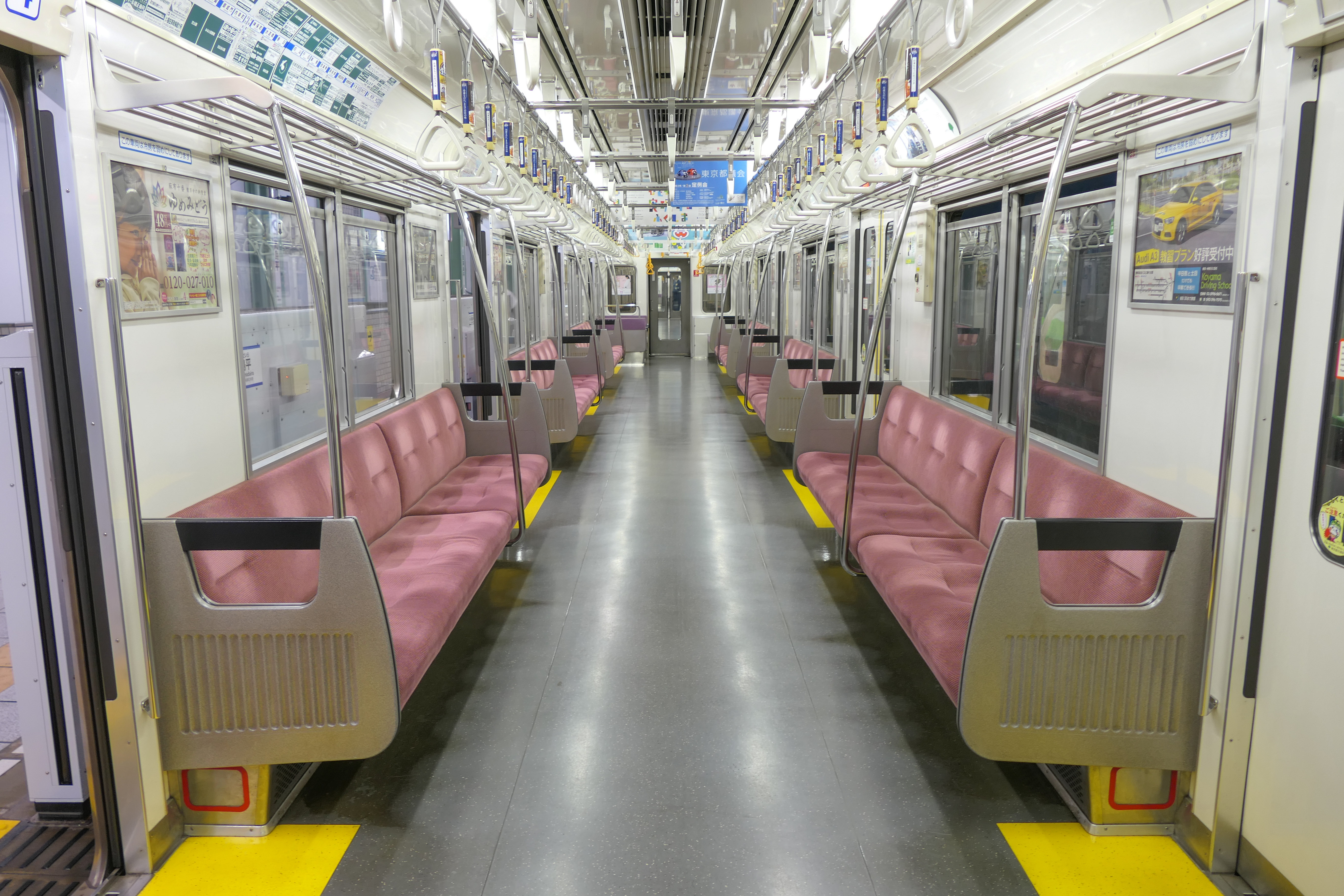
1・2次車の車内全景 （2021年6月）
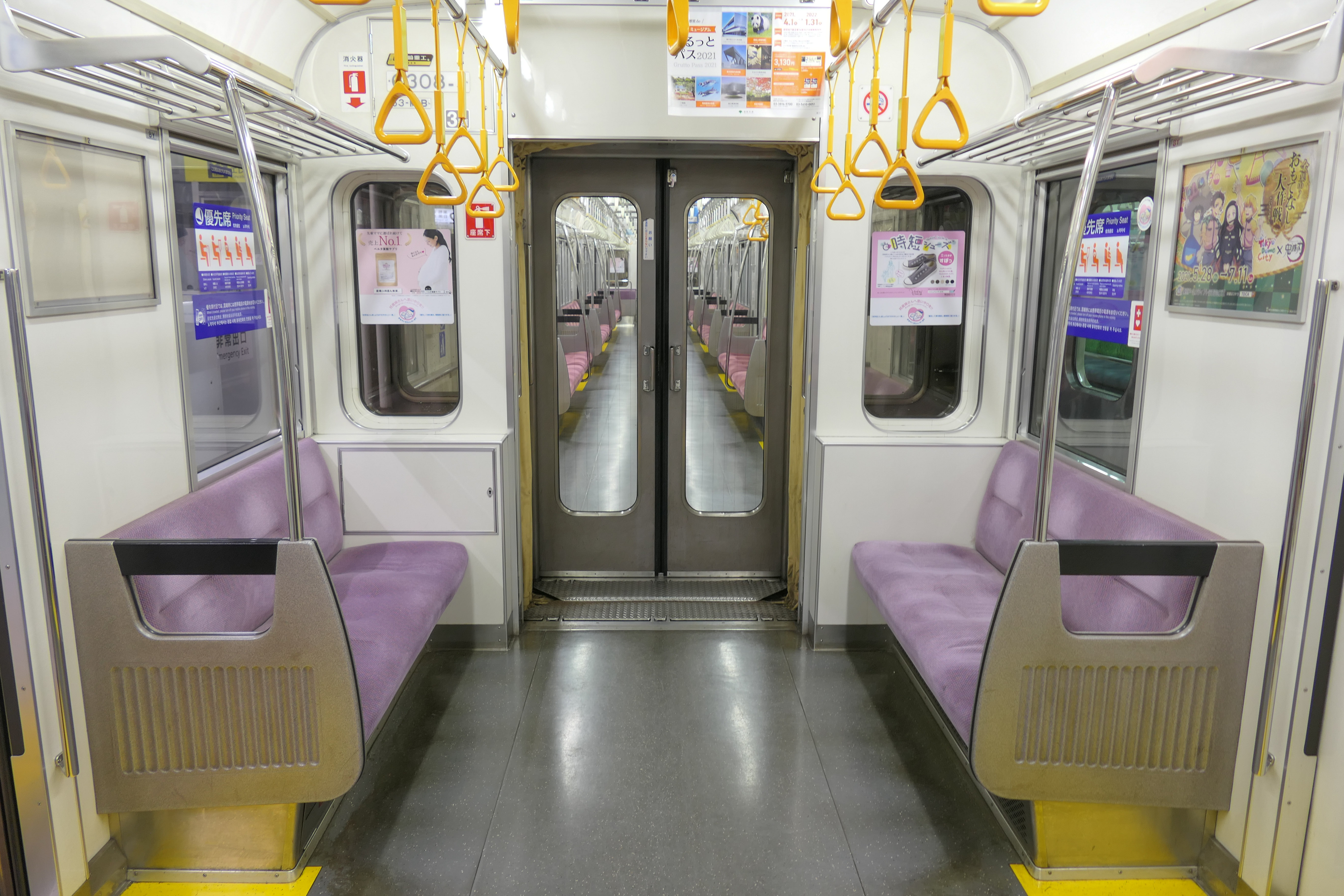
1・2次車の優先席 （2021年6月）
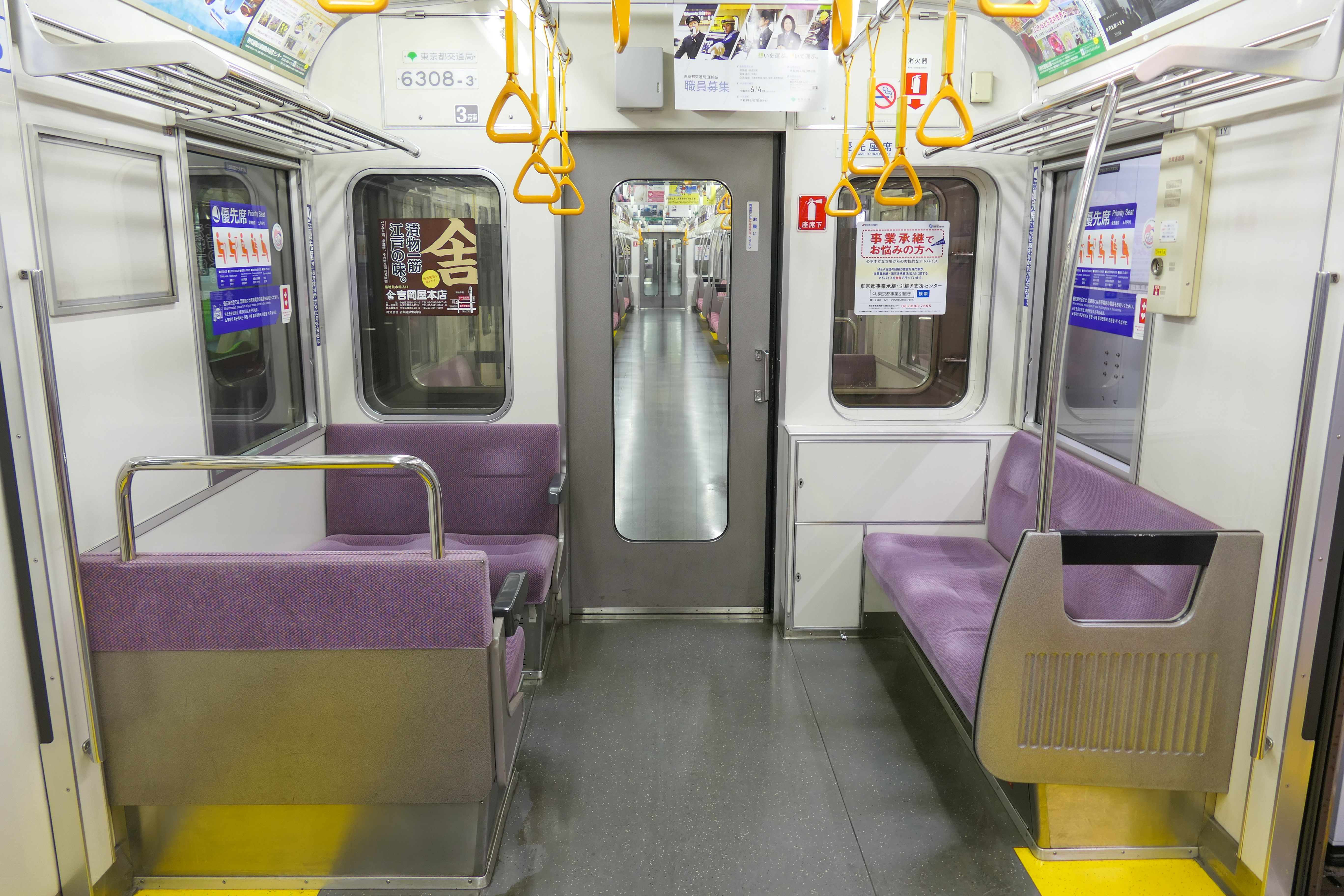
1・2次車車端部のクロスシート （2021年6月）

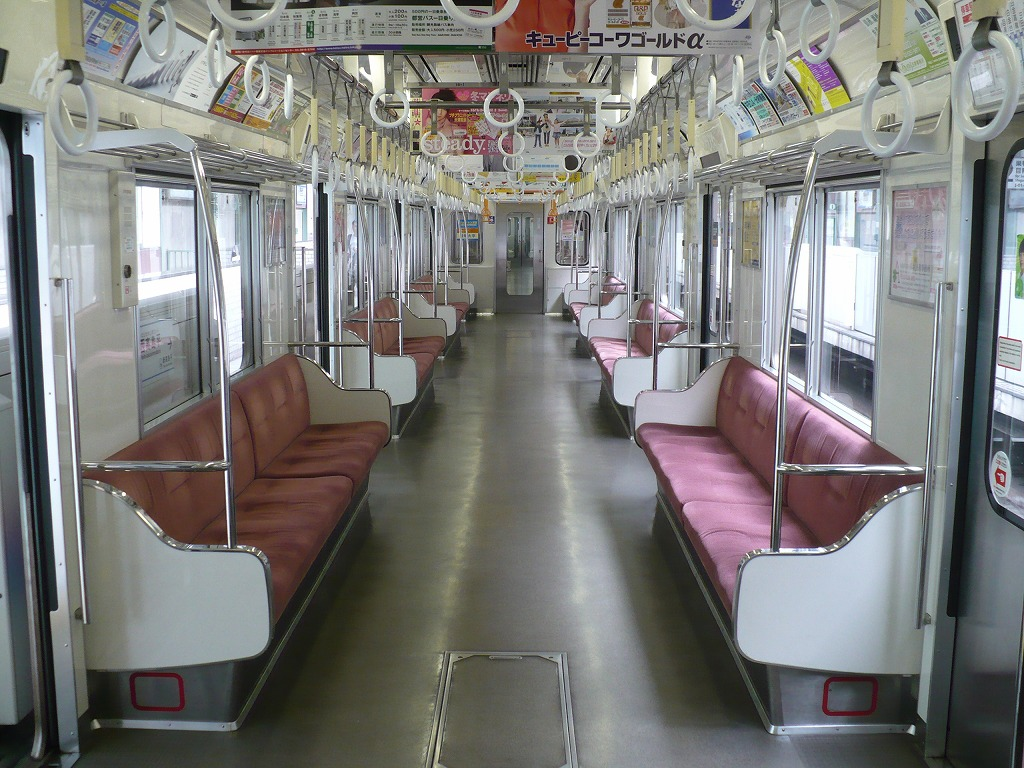
3次車の更新前の車内全景 （2010年1月）
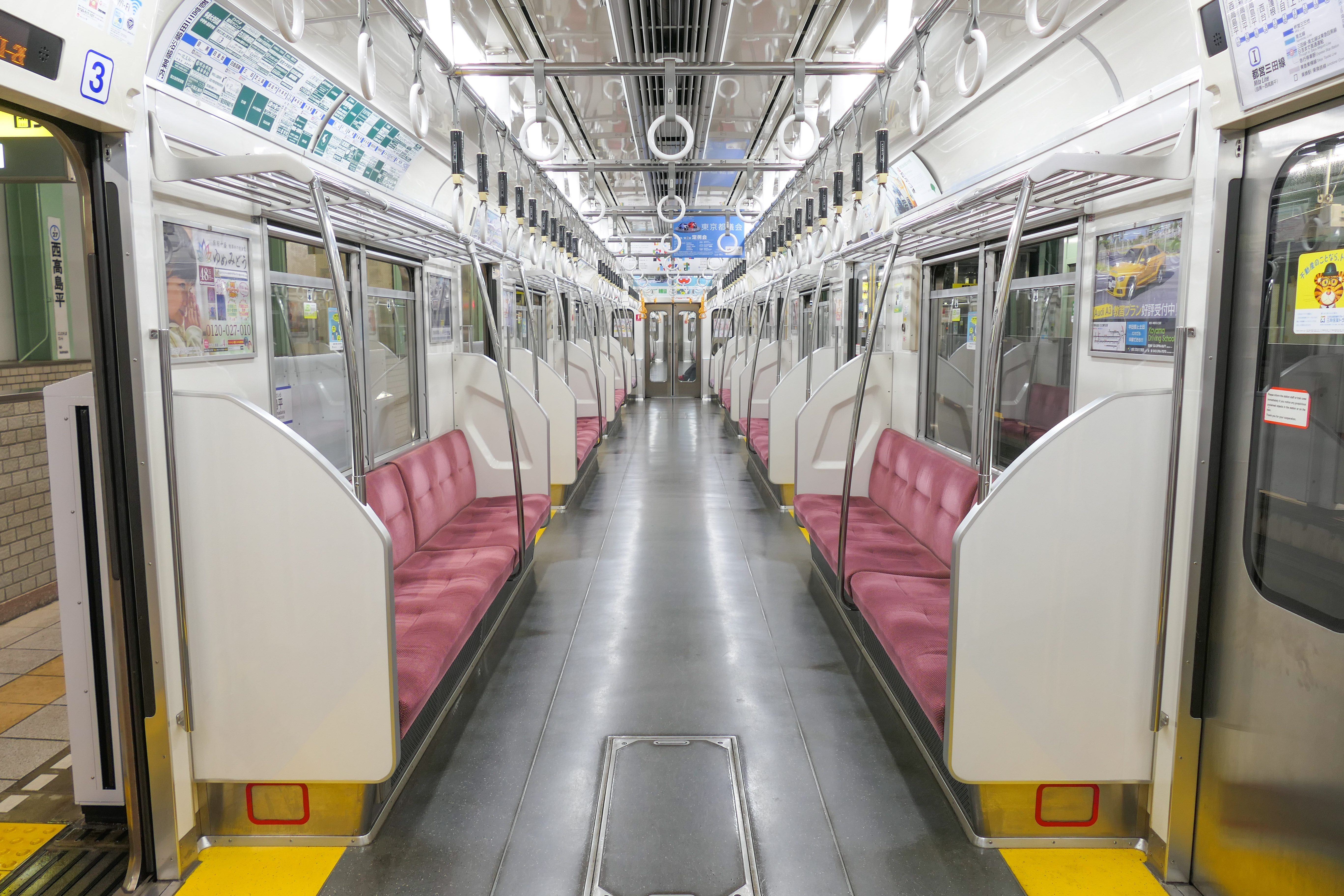
3次車の車内全景 （2021年6月）
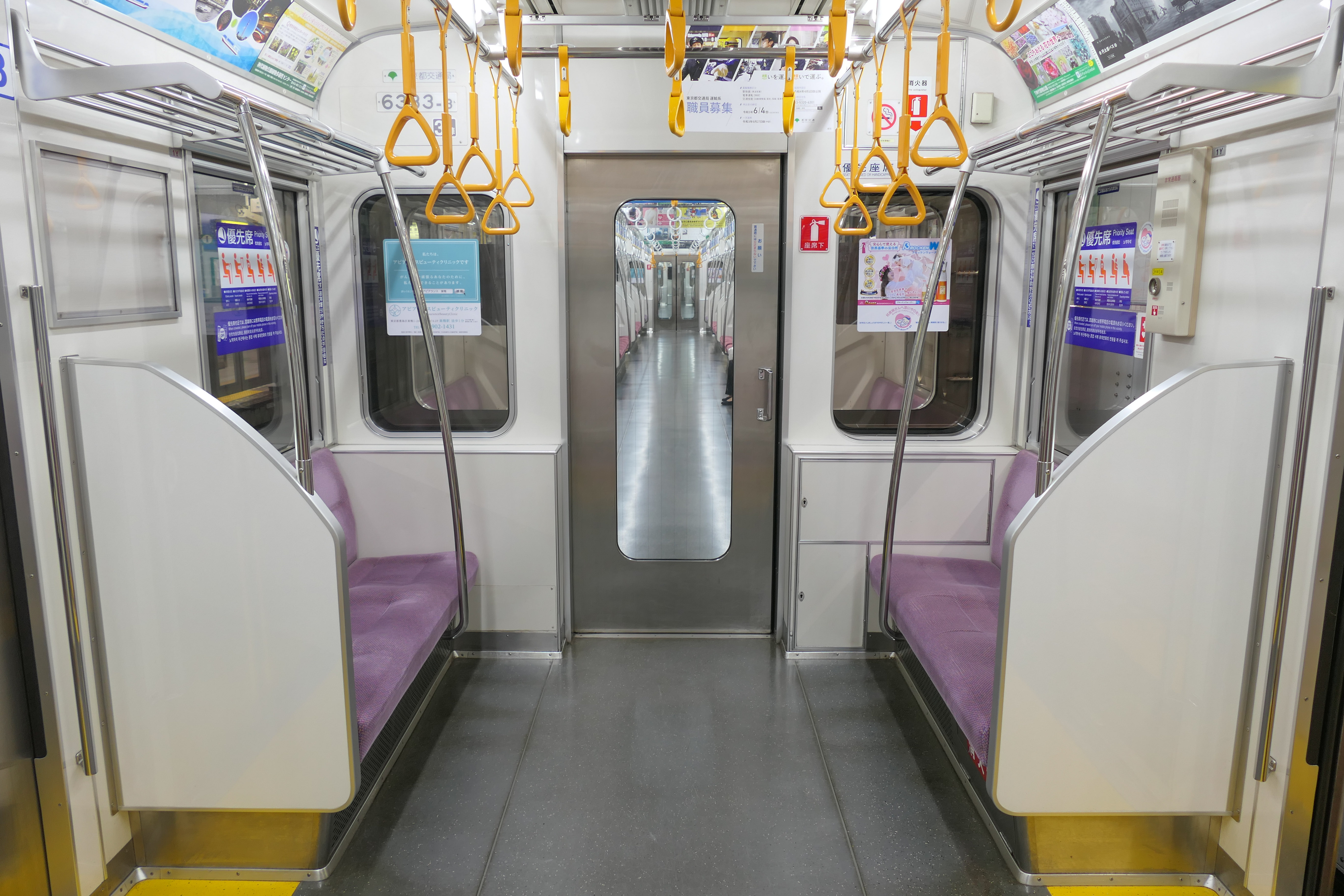
3次車の優先席 （2021年6月）
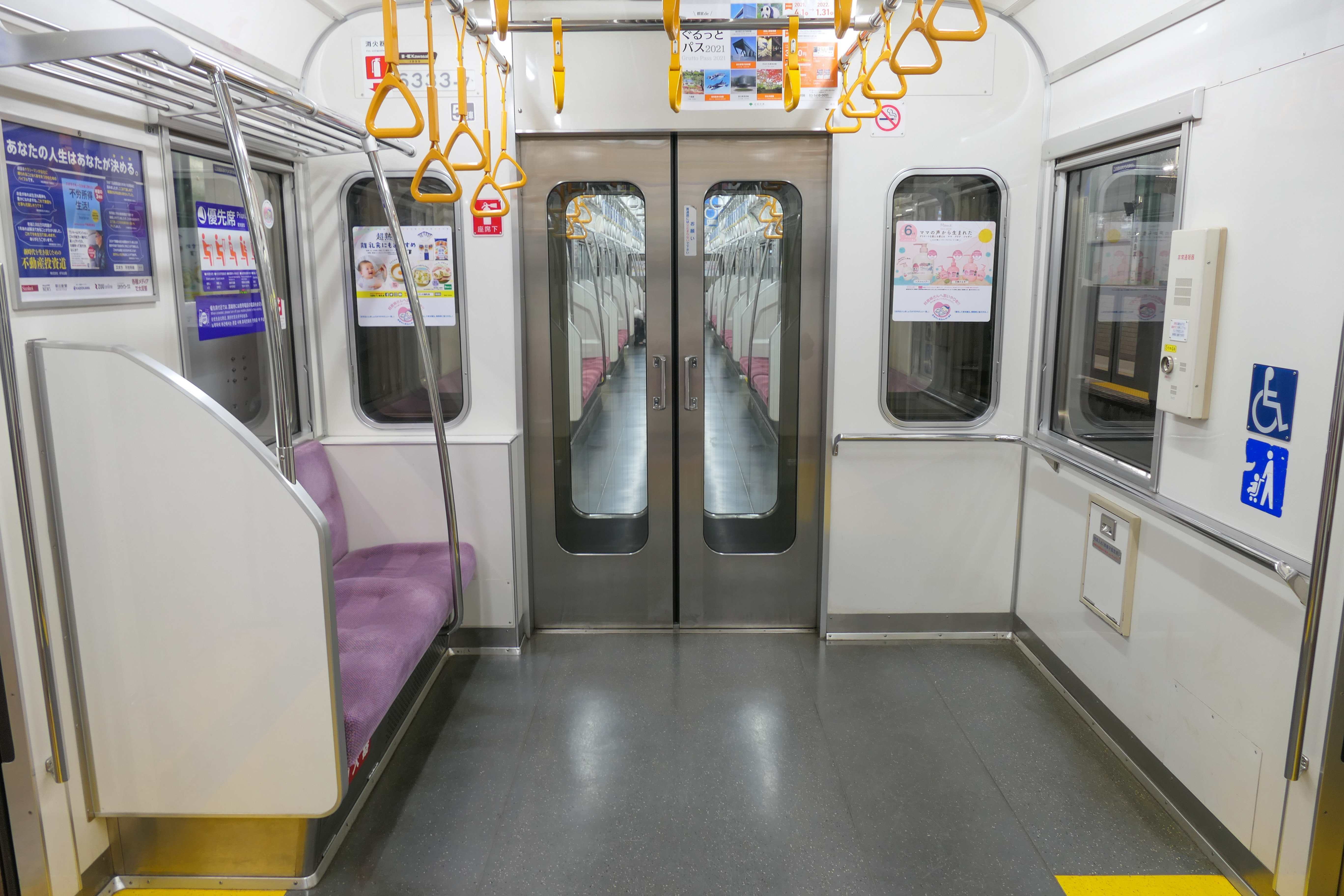
3次車車端部のフリースペース （2021年6月）

つり革形状は1・2次車では三角形、3次車は丸形である。当初のドア付近上部のレール方向にはつり手棒およびつり革がなかったが、2007年（平成19年）4月までに設置工事が実施され、乗務員室直後のドア部以外に設置された。この増設されたつり革の形状はすべて丸形である。また、優先席付近のものは2006年（平成18年）初めからオレンジ色の三角形に交換された。ただし、3次車の一部車両の扉上にある優先席つり革のみオレンジの丸形である。
非常用ドアコックは6000形では全ドアを開けるタイプが壁面に、それ以外が座席下の扉付近に設置されていたのに対し、本形式ではすべて座席下の扉付近に設置されており、うち1か所が全ドアを開けるタイプになっている。
冷房装置は屋根上に能力48.84 kW（42,000kcal/h）の集中式を一基搭載し、装置はマイコンによる5段階制御が可能である。車内はラインフローファン方方式とし、中央に補助送風機としてラインデリアが3基×2組装備されている。空調運転モードは冷房・暖房・除湿・送風（ラインデリア運転）がある。

### 案内機器
行先表示器は前面・側面ともにLED式を採用し、書体は明朝体とし、側面表示のみ英字併記である。2006年9月以降列車種別を表示するようになった。ただし、三田線内での種別表示は目黒線方面行き急行列車のみ。正面には向かって左端は運行番号表示器があり、表示器には急行標識灯が用意されている。
車内案内表示器は東京メトロ南北線用の9000系に準じた2段式のLED文字表示式で、本系列ではドア上部に千鳥配置をしている。表示器の設置していないドア上部には戸閉開閉予告灯と路線図が掲出されている。ドアの開閉に合わせてドアチャイムが鳴動する。
表示内容は三田線内では上部は「次は○○○」「まもなく○○○」などだけを固定表示、下部はドアの開く方向（固定表示）・行先・英語表記・日本語と英語の乗り換え案内（スクロール）を表示する。駅停車中は駅名を大きく、下に英語と駅番号を小さく固定表示する。直通先の東急線内では三田線とは表示方法の異なる部分がある。
当初より自動放送装置が設置され、英語放送も行われているほか、車外案内用に車外スピーカーを片側側面に2か所設置している。これは運転士による車外放送のほか、手動切り換え時の乗降促進放送などに使用する。
この自動放送装置と車内表示器にはワンマン運転に対応したメニュー機能があり、運転台のTIS（後述）からの操作により「駆け込み乗車への注意」「時間調整」「冷房について」「携帯電話のルール」などの各種案内表示および放送を流すことが可能である。ただし、装備している内容でも運転士により肉声放送を使用することもある。

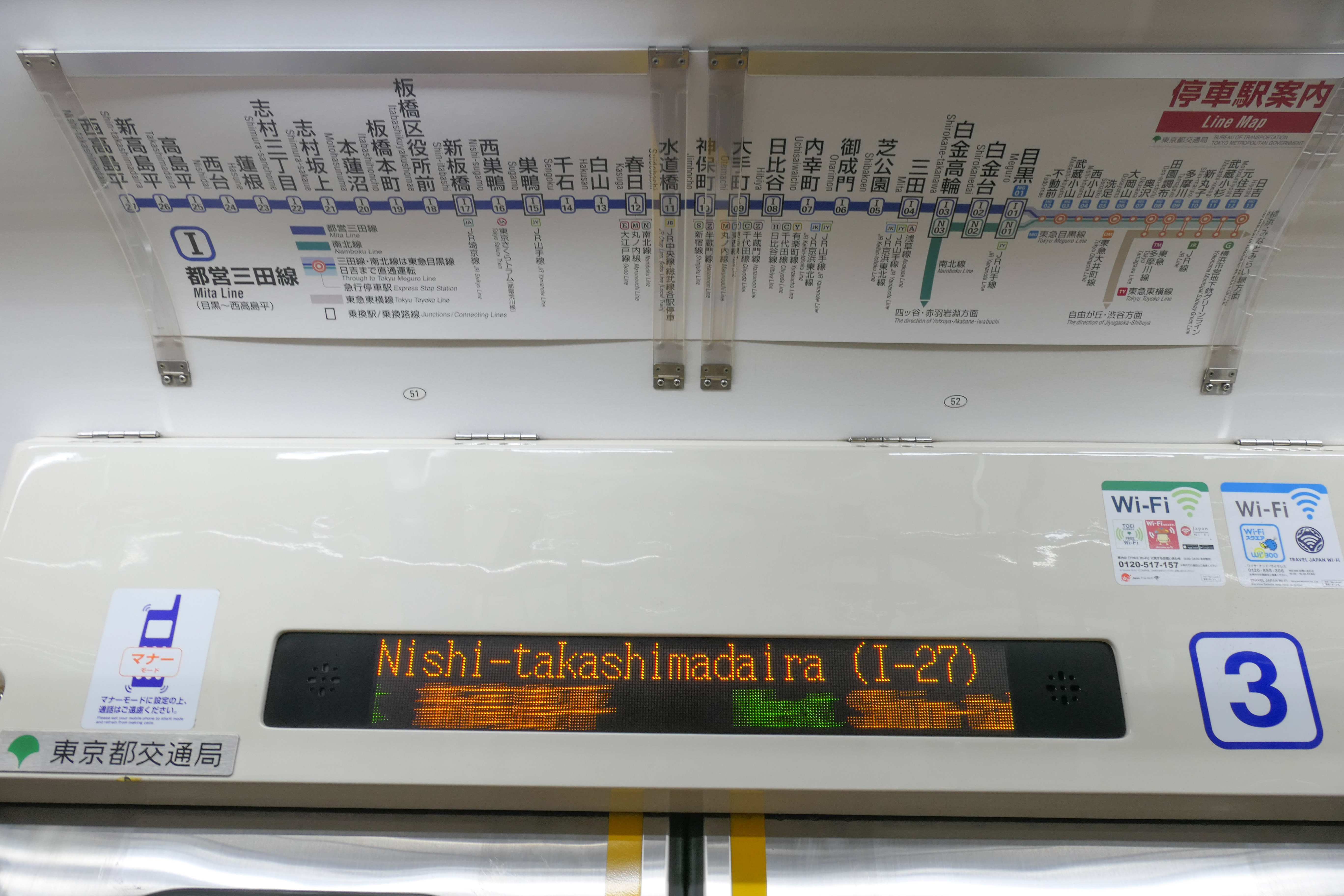
2段式LED案内表示器
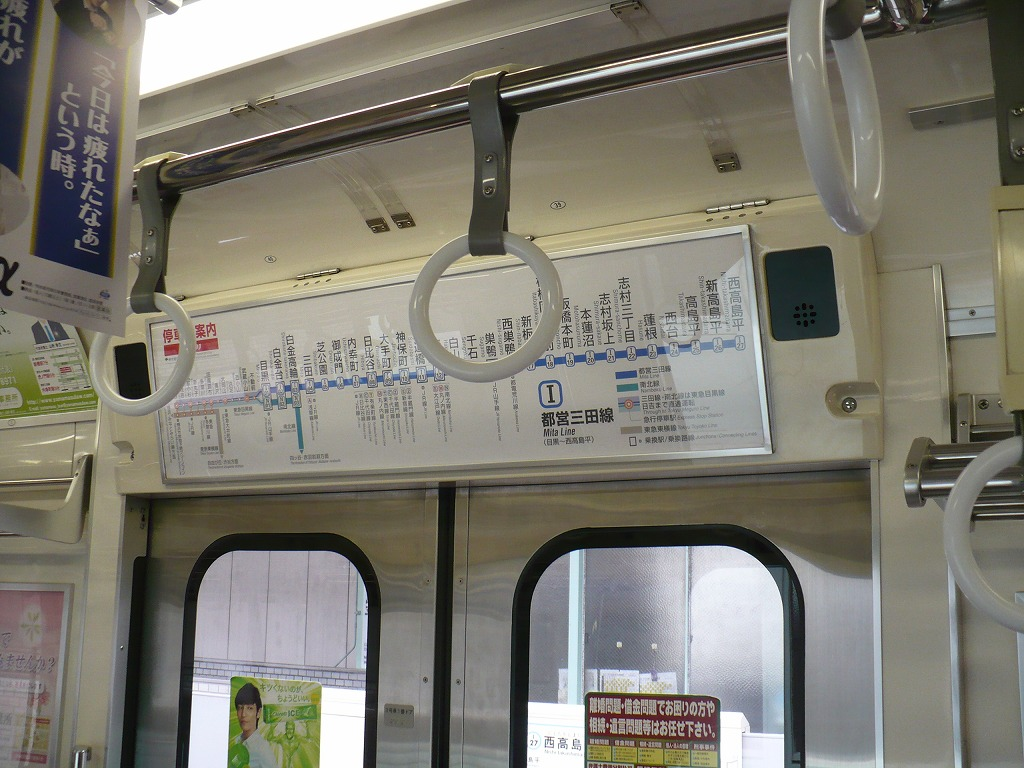
ドア上部でLED表示器のない部分は路線図掲載スペースになっている。

### 乗務員室
乗務員室内はベージュ色の配色であり、運転台計器盤はダークブラウン色の配色である。乗務員室スペースはワンマン運転機器設置の関係で広めに線路方向へ1,775 mm確保され、このため先頭車の全長は中間車よりも250 mm長い。主幹制御器はT字形のワンハンドル式とされ、当初よりワンマン運転用のドア開閉ボタン、ATO出発ボタンなどが取り付けられていた。
速度計は白地の120km/h表示であり、オレンジ色に電照できる。また、右側には車両情報管理装置（TIS）のモニター画面を収納した。このTISは空調、車内及び車外設置のLED表示機の設定や自動放送装置の操作といった乗務員支援や車両検修の効率化を行うためのものである。そのほか左側には列車無線用の受話器と放送・連絡用マイクが設置されている。
乗務員室と客室の仕切りには大窓1つと、客室から見て右端に乗務員室扉窓（下降窓構造）がある。当初は両方の窓ともに透明ガラスとされ、ともに遮光幕を設置していた。その後、両方の窓とも目黒線乗り入れ前から順次スモークフィルムのものに交換され、乗務員室扉窓では遮光幕の撤去が実施された。また乗務員室扉には、緊急時に備えて電磁鎖錠が取り付けられている。

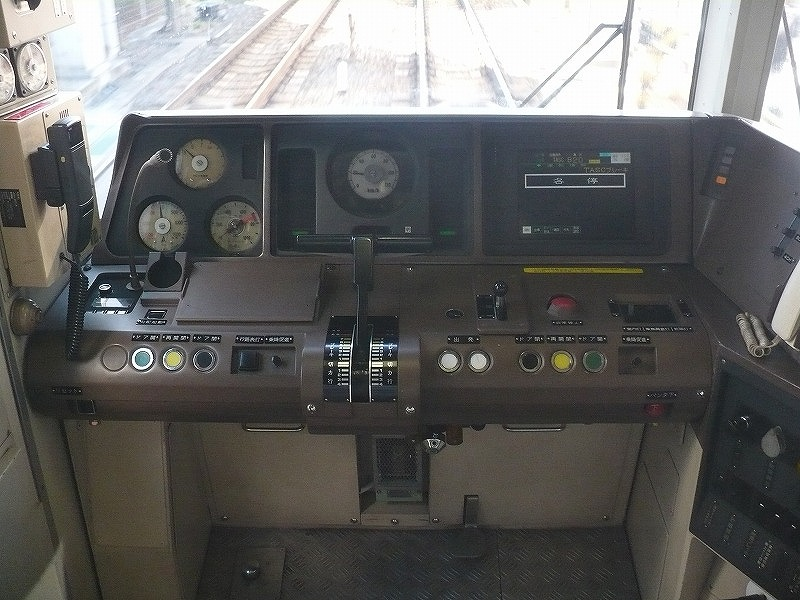
1次車の運転台
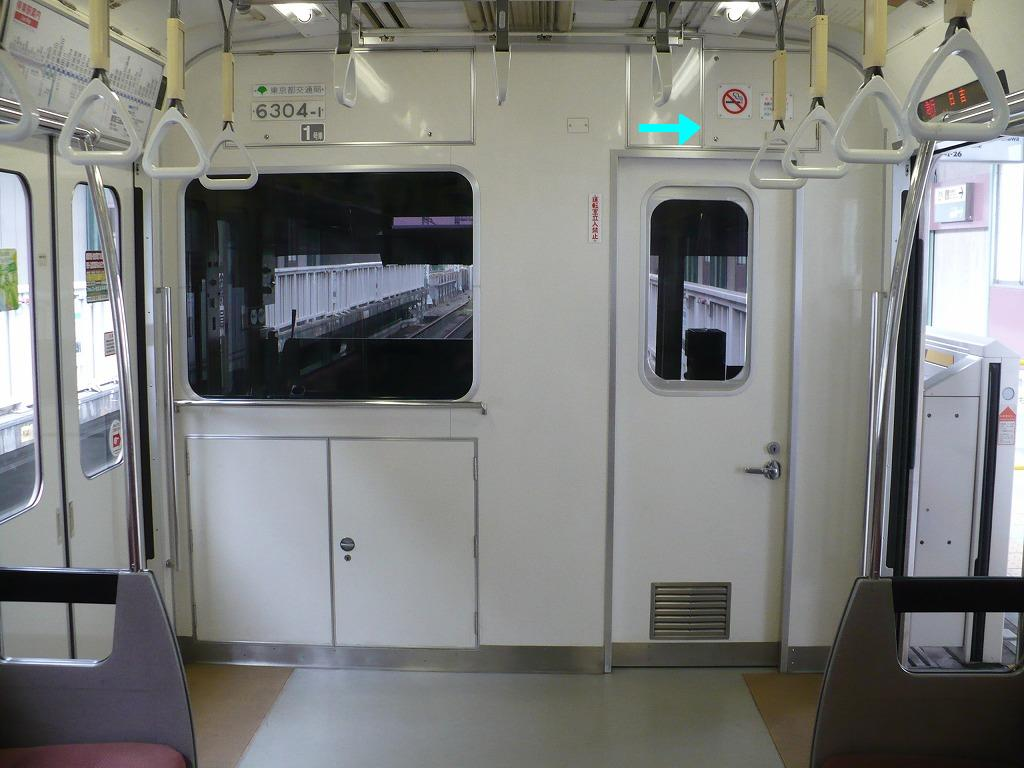
乗務員室背面仕切壁 両方ともスモーク入り （6304編成）
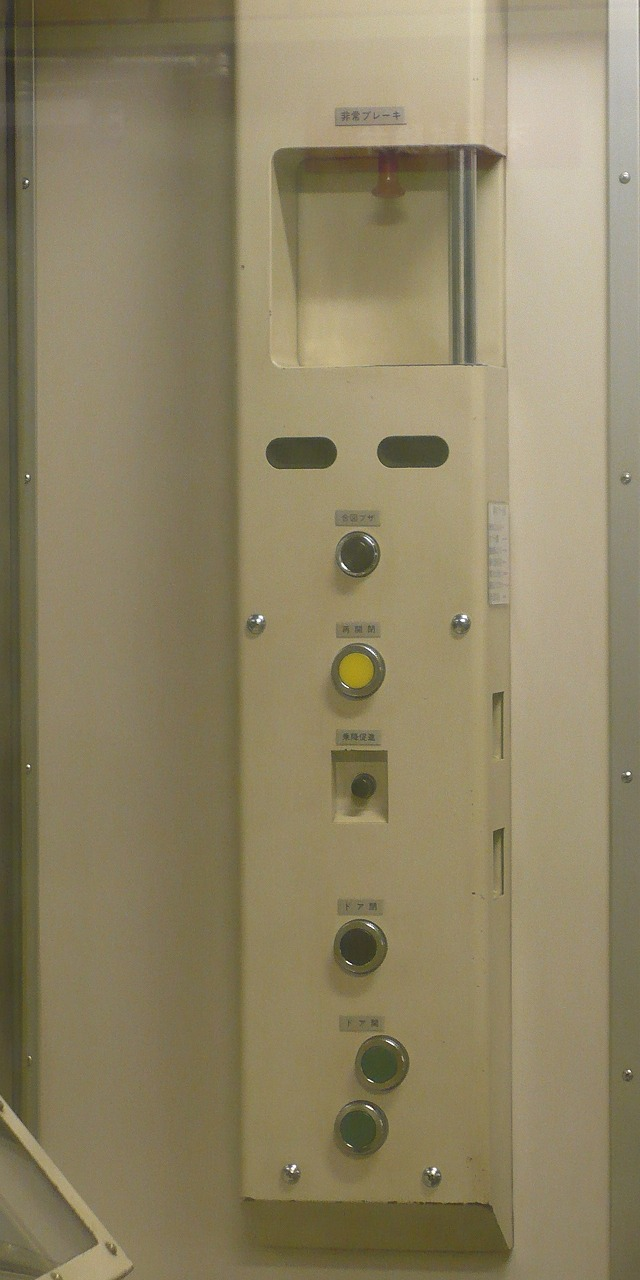
押しボタン式の車掌スイッチ

車掌スイッチ類はユニット化し、上から非常ブレーキスイッチ・合図ブザー・再開閉スイッチ・乗降促進スイッチ・閉扉ボタン・開扉ボタンで構成している。ドア開閉スイッチは横に押すボタン式で、誤操作防止のため開扉ボタンのみ2ボタン式としている（上の写真を参照）。最下部の緑ボタン2つが開扉、その上の黒ボタンが閉扉である。

## 走行機器など
1次車は三菱電機、2次車は日立製作所のGTOサイリスタ素子によるVVVFインバータ制御（TINV-6、4,500V - 2,300A）を、3次車は三菱電機のIPM-IGBT素子によるVVVFインバータ制御（TINV-6A、3,300V - 1,200A）をそれぞれ採用した。素子の冷却方式は1次・2次車では冷媒（パーフルオロカーボン）を使用するが、3次車では列車走行風を利用した自然通風ドライパネル冷却方式を採用している。3次車では機器体積・重量とも1・2次車の半分程度と大幅な小型軽量化が図られている。

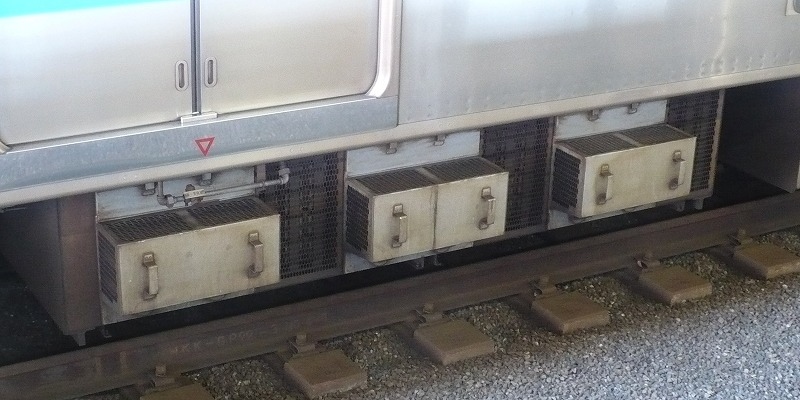
2次車のVVVFインバータ装置（1次車も共通） （パワーユニット）
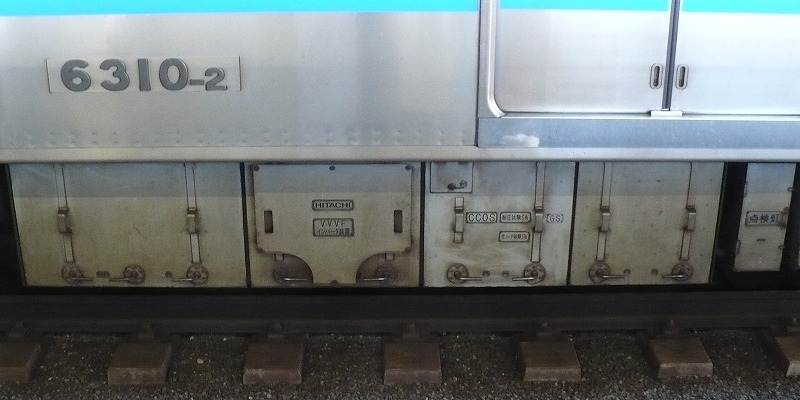
2次車のVVVFインバータ装置の反対側（1次車も共通） （制御ユニット側）
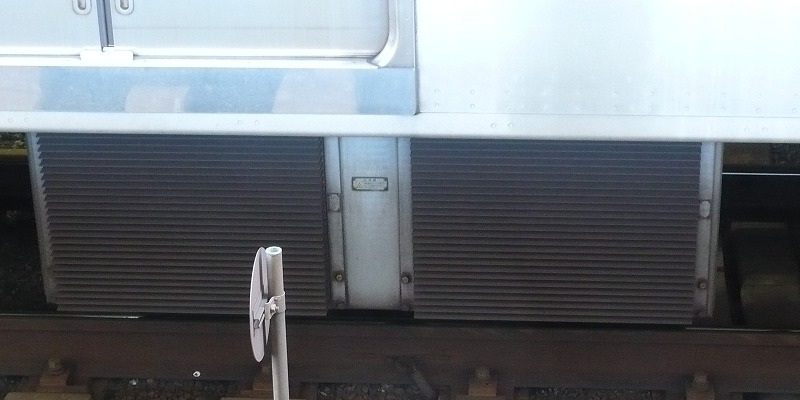
3次車のVVVFインバータ装置 （ドライパネル・パワーユニット）
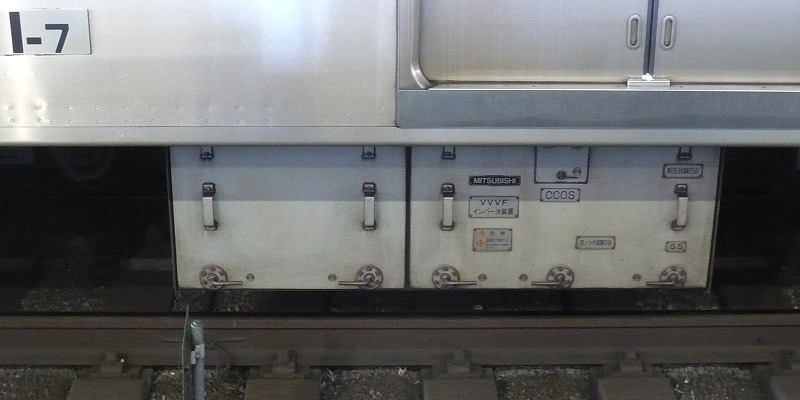
3次車のVVVFインバータ装置の反対側 （制御ユニット側）

1・2次車は1台の制御装置で180kW/h出力の主電動機4台を制御する1C4M制御方式、一方3次車は1台の制御装置で2個の主電動機を制御する1C2M方式2台搭載（1C2M2群制御）である。なお、3次車は2003年（平成15年）より順次純電気ブレーキ対応に変更されている。
台車は浅草線用の5300形と同じコイルばねを併用した筒形積層ゴムプッシュ式の空気ばね台車である（近畿車輛製・動力台車：KD-308形、交通局形式：T-6A／付随台車：KD-308A形、交通局形式T-6B形）。基礎ブレーキは電動車が片押し式踏面ブレーキ、付随車は踏面ブレーキ併用ディスクブレーキとしている。この踏面ブレーキには交通局初のユニットブレーキが採用されている。
補助電源装置はIGBT素子を使用した静止形インバータ（SIV）で、出力は三相交流440Vとし、補助用回路には変圧器で単相交流200 V、整流器で直流100 Vを出力する。1次車は東芝製、2次車は東洋電機製造製の170 kVA出力品を、3次車は三菱電機製の150 kVA出力品を搭載する。

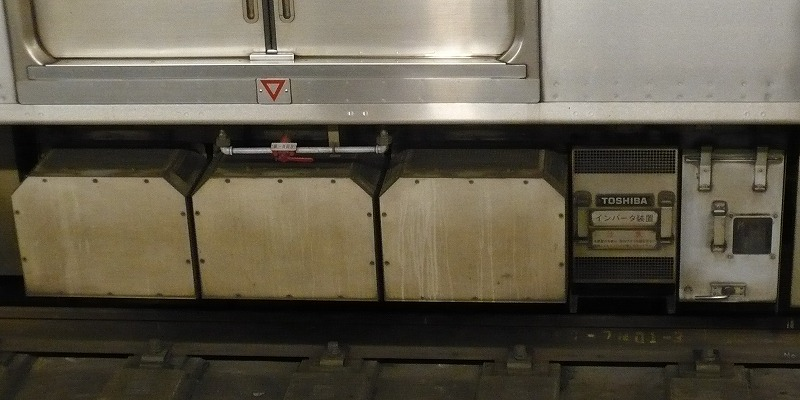
1次車の東芝製静止形インバータ
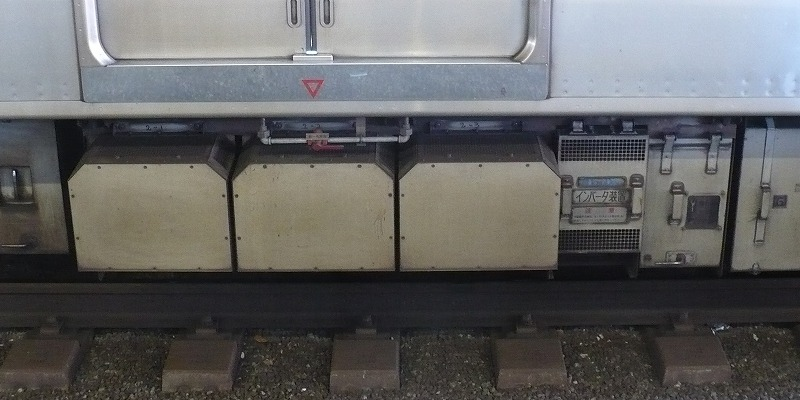
2次車の東洋電機製静止形インバータ
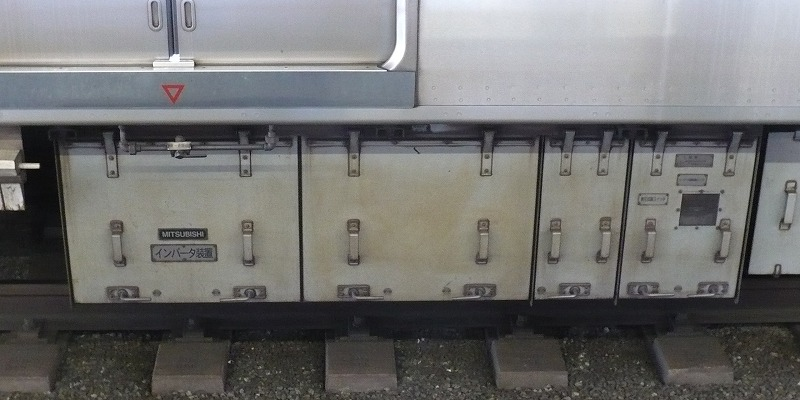
3次車の三菱製静止形インバータ

電動空気圧縮機は5300形と同じく横型低騒音タイプのレシプロ式C-2000LB形で、電動機には三相誘導電動機を採用している。
ブレーキ装置は電気指令式空気ブレーキを採用しており、本形式ではATO運転時のブレーキの応答性を高めるため、台車中継弁を設置している。常用ブレーキは手動運転時には7段だが、ATO運転時には31段ステップに分割して乗り心地の向上を図っている。
当初の1・2次車での保安装置はT形ATSを、列車無線装置には誘導無線（IR）を搭載しており、乗り入れ開始時期に使用を想定していたATC装置、ATO装置と空間波無線（SR）は準備工事としていた。その後、1999年（平成11年）3月から10月にかけて、3次車に合わせてATC装置・ATO装置や空間波無線（SR）などのワンマン運転対応の本設工事が施工された。
3次車は落成当初より保安装置にATC・ATO装置を、空間波無線（SR）などのワンマン運転対応機器を搭載している。このうち、6329編成まではATC切り換え時まで使用するT形ATS、誘導無線装置は廃車となる6000形から再利用していた。ATC切り換え後に竣工する6330編成以降はT形ATS、誘導無線装置は省略して落成した。外観では先頭車屋根上と連結器下部にあった誘導無線アンテナがないことが目立つ。
1・2次車では両先頭車に一体箱構成のATC/ATO装置を搭載する。3次車では同装置を片置き式として1号車に集約しており、6号車にはATC/ATO制御伝送装置を搭載して両先頭車間を制御伝送することで艤装配線の削減とコストダウンを図った。

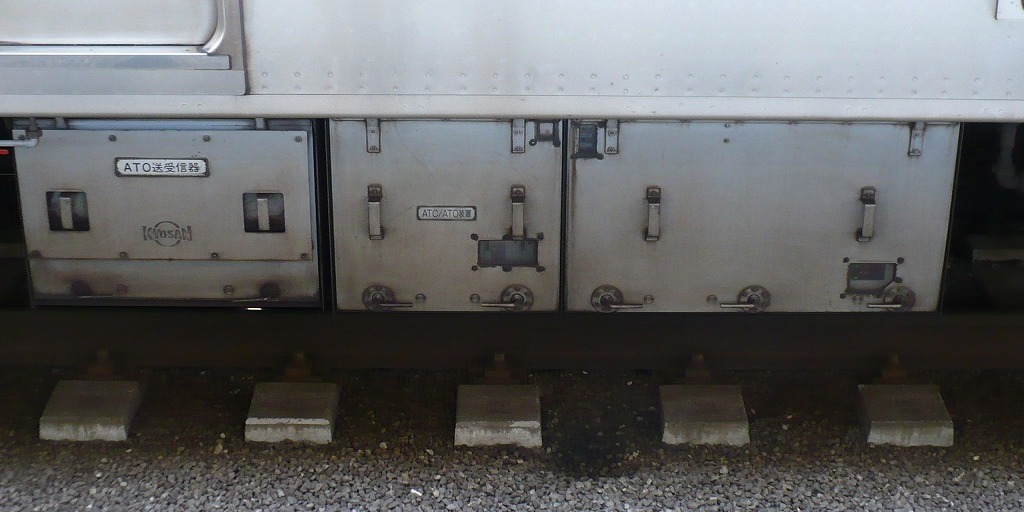
1次車のATO送受信器（左側）とATC/ATO装置
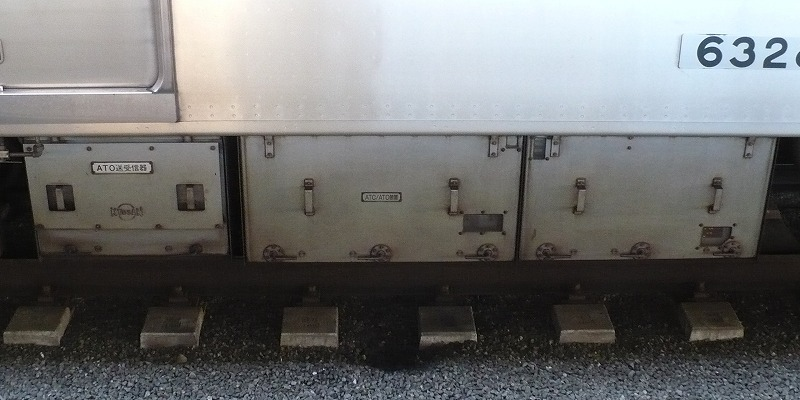
3次車1号車のATO送受信器（左側）と片置式ATC/ATO装置
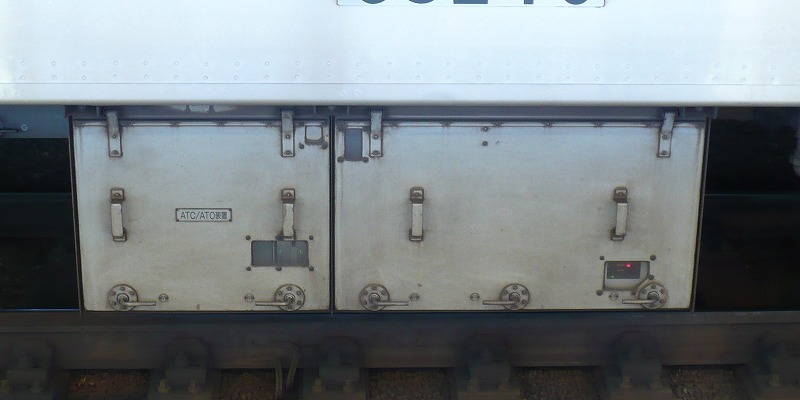
3次車6号車のATC/ATO制御伝送装置

両先頭車にはホームゲートとの連動機能などを行う戸閉制御装置を搭載している。ATO送受信器は1号車に搭載、さらに列車無線装置（SR）本体ならびに2台のSRアンテナは6号車に集約して設置されている。

## 次車分類
- 1次車：6301 - 6305編成（1993年度製造）
- 2次車：6306 - 6313編成（1994年度製造）
- 3次車：6314 - 6337編成（6314 - 6336編成は1999年度製造、6337編成は2000年度製造[注 10]

### 1・2次車
- 1次車の排障器は左右がつながっていない短い形状であるが、2次車からは形状を大形化した。
- 冷房装置の前後端にFRP製のカバーを装着している。
- 製造当初はホーム監視用の車外モニターを駅ホーム部に設置する予定だった[注 11]ため、運転席のTISディスプレイは計器盤に収められている。
  - その後、車上ITV（ホーム監視モニター）を車内に設置する方式を正式に採用するため、前述のワンマン運転改造工事時に運転台上部に設置された[注 12]。
- 運行番号・行先表示・列車位置などの情報は助士側の列車情報設定器から行っていた[注 13]。
- 列車番号設定器が1号車の運転席背面に設置されているが、その後使用を中止し、改修工事を施工した編成から順次撤去されている。
- 車体外側の車両番号の表記は切り抜きプレート式を採用している[3]。

### 3次車
1994年の冷房化完了後一旦増備は中断していたが、その後、6000形を東急目黒線への直通車両規格に改造するか、本形式を新造するかで比較検討を実施した結果、6000形の改造には本形式の新造費用に匹敵する多額の費用がかかるため、本形式の増備が再開されることになった。3次車は大量増備に伴い、コストダウンの観点から全体的に仕様の見直しが実施されている。
- 排障器は車体下部に接合していない軽快感を持たせた形状となった[8]。
- 前照灯・尾灯ケースの意匠を変更した[3]。
- 冷房装置は圧縮機の容量を増大し、4台から2台に集約した。能力は変更ないが、外観では前後端のFRPカバーが廃止された。
- 客用ドアがステンレス無塗装に、ドアガラスの支持方法が押さえ金式からボンディング式（接着式）に変更された[3]。あわせて連結面貫通扉もステンレス無塗装とされた[3]。つり革は後年増設部も含めてすべて丸型である[3]。
- 車内側窓上の広告用レールと冷風吹出口をアルミのシャンパンゴールドメッキから無塗装に変更[3]。
- 車内スピーカーが変更されている。
- 運転席のTISディスプレイと車上ITV（車上モニター画面）の位置が入れ替わった。車上ITVは計器盤右端に収納され、TISディスプレイは右上からの吊り下げ式に変更された。また、列車情報の設定はTISディスプレイから操作するように改められた。
- 6000形以来搭載されていた列番設定器は先行投入された6314編成を除いて廃止した。
- 運転席の乗降促進ボタンは左右で独立したものになった[注 14]。
- 車掌スイッチの再開閉ボタンに押し間違いを防ぐため、C字状の枠が加わった。
- ツーマン運行時に使用していた車内放送用のマイクロフォン形状が変更された。
- 電動車の台車直上床面に点検蓋が設置されている[3]。

## 編成
- 全編成が6両編成で、電動車（M）と付随車（T）の構成（MT比）は3M3T（8両編成化時は4M4T）である。
- 全編成が志村車両検修場に配置される。

|                         |                   | ← 西高島平目黒・新横浜 → |                      |                      |                      |                      |                        |                                                     |
| 形式                    | 形式              | 6300-1 (Tc1) (63-TC2A)   | 6300-2 (M1) (63-M1A) | 6300-3 (M2) (63-M1B) | 6300-4 (T1) (63-T2A) | 6300-7 (M1) (63-M1A) | 6300-8 (Tc2) (63-TC2B) |                                                     |
| 機器配置                | 機器配置          | BT                       | VVVF,SIV             | VVVF,CP              | CP                   | VVVF,SIV             | BT                     |                                                     |
| 1・2次車 車両重量       | 1・2次車 車両重量 | 27.0t                    | 35.0t                | 33.0t                | 26.0t                | 35.0t                | 27.0t                  | 竣工日                                              |
| 1次車 （第01 - 05編成） | 車両番号          | 6301-1 ： 6305-1         | 6301-2 ： 6305-2     | 6301-3 ： 6305-3     | 6301-4 ： 6305-4     | 6301-7 ： 6305-7     | 6301-8 ： 6305-8       | 1993年                                              |
| 2次車 （第06 - 13編成） | 車両番号          | 6306-1 ： 6313-1         | 6306-2 ： 6313-2     | 6306-3 ： 6313-3     | 6306-4 ： 6313-4     | 6306-7 ： 6313-7     | 6306-8 ： 6313-8       | 1994年                                              |
| 3次車 （第14 - 37編成） | 車両重量          | 26.9t                    | 34.2t                | 32.0t                | 26.1t                | 34.2t                | 27.0t                  |                                                     |
| 3次車 （第14 - 37編成） | 車両番号          | 6314-1 ： 6337-1         | 6314-2 ： 6337-2     | 6314-3 ： 6337-3     | 6314-4 ： 6337-4     | 6314-7 ： 6337-7     | 6314-8 ： 6337-8       | 1999年（6314 - 6333編成） 2000年（6334 - 6337編成） |

凡例
- VVVF：主制御器
SIV：補助電源装置（静止形インバータ）
CP：空気圧縮機
BT：蓄電池

備考
- Tc1、63-TC1Aなど車種表記は2種類がある。
- 集電装置はM1車に各2基が搭載される。
- 将来の8両編成化時には4号車と7号車間に6300-5（T2・63-T2B）と6300-6（M2・63-M1B）を増結する。
- 車両番号は4桁の数字の後にハイフンを置き1桁の数字を配しており、4桁のうちの上2桁は形式を、下2桁は編成番号を、ハイフン以下の1桁は編成内の順位を表す。
- 順位を表す数字は西高島平方から1 - 4、7、8の順に付番しており、将来の8両編成化に備えて5と6は欠番となっている。例えば「6305-4」であれば「第5編成の4号車」を表す。
- 当初、車両番号は車体下部のみに表記があったが、ホームドアの設置で視認性が悪くなることから、2000年10月より戸袋部分への表記を追加したため、車号表記は各側面に2か所となっている。

- 灰色（■）網掛：廃車済の編成（1次車・2次車は2022年度から2023年度にかけて全車両廃車済）

## C修繕工事
2005年（平成17年）から1次車を対象としたC修繕工事、2007年（平成19年）から2次車を対象としたC修繕工事が実施されているが、編成により修繕メニューが異なる。
以下は、それぞれの施工内容。
- 床材の張り替えA（ダークブルーの砂目模様〈張替えCとは若干柄が異なる〉、5300形C修繕車と同じ柄。2005年施工編成）：6301
- 床材の張り替えB（中心部はアイボリー系の単色、ドア付近床は未更新。2006年施工編成）：6304・6305
- 床材の張り替えC（ダークブルーの砂目模様〈Aとは異なる〉、10-300形・10-300R形と同じ柄。2007年・2008年施工編成）：6302・6306・6307・6309・6312
- 床材の張り替えD（Cの床材にドア付近を黄色化したもの。2010年以降施工編成）：6303・6308・6310・6311
- LED式行先表示器の交換（3次車と同じ発光輝度の高いもの）6301 - 6313
- 車体細部の補修（帯の張替えや車体外板の大規模洗浄など）：6301 - 6313
- 車内つり革の交換（同じ三角型でも従来は5300形と同じ形だが交換後は東京メトロなどと同じ形）6302 - 6312
- 冷房装置を3次車と同じものに交換：6302・6303・6306 - 6313
- スタンションポールを7人掛け座席に1本設置：6303・6308・6310・6311・6314 - 6316・6318 - 6337
- ドアに黄色テープの貼り付け：6303・6308・6310・6311・6314 - 6337
- 誘導無線の撤去（台座は残っている）：6314 - 6316・6318 - 6324・6326 - 6336

なお、C修繕の順番は6301F（2005年11月）→6304F（2006年8月）→6305F（2006年11月）→6307F（2007年11月）→6306F（2008年1月）→6312F（2008年6月）→6313F（2008年9月）→6309F（2008年12月）→6302F（2009年3月）→6308F（2010年7月）→6303F（2010年10月）→6310F（2010年12月）→6311F（2011年）となっている。
2011年8月から3次車での施工も開始され、2018年1月までに全編成に施工された。

## 置き換え
1・2次車は製造から20年以上が経過して老朽化が進行していることから、2022年（令和4年）度より順次8両編成の新型車両（6500形）に置き換えられている。なお、1・2次車はデジタル無線を搭載していないため2022年10月16日よりデジタル無線に切り替わった東急目黒線への乗り入れができなくなり、同時に運用を離脱した。
2025年2月13日に東京都交通局が発表した「東京都交通局経営計画2025（案）」概要版によると、三田線では6300形3次車11編成を令和9（2027）年度から令和11（2029）年度までに6500形11編成へ更新する事を発表した。

## その他
- 営業運転開始前の1993年6月22日には、高島平駅で地元の小学生たちが参加した発車式が行われ、同駅 - 巣鴨間で試乗電車が運行された。同年7月31日まで5編成に「6300形新造記念」の特製ヘッドマークが装着された。
- 2004年（平成16年）8月に6331編成が誘導障害の試験のため、東京メトロ南北線白金高輪 - 赤羽岩淵間を経て埼玉高速鉄道の浦和美園車両基地まで走行した記録があり、唯一埼玉県内へ入線した[12]。
- 東急東横線の日吉 - 横浜間および横浜高速鉄道みなとみらい線にも臨時列車「みなとみらい号」として乗り入れた実績がある。これによる特別な装備は特に行っていないが、運転時には「みなとみらい号」のヘッドマーク（当初は前面貫通路に内側から吸盤型、その後外側からのもの）と「元町・中華街」および「高島平」の行先標を装着した。目黒線急行運転開始時のソフト交換で元町・中華街までの表示・設定が可能となり、自動放送も対応されたが、東横線・みなとみらい線内では臨時表示に変更される。なお「みなとみらい号」に充当される車両は2005年12月に2次車の6310編成が一度充当された以外は3次車で固定された。同列車の運用では連結面に転落防止幌を設置することから、3次車の一部で固定器具が設置されたままになっており、充当車両もこれを装備した編成を優先的に充当した。
- 2018年時点では、修繕工事により相鉄線直通対応工事を実施する予定となっていたが[13]、2022年の報道ではコスト高などを理由に更新修繕には消極的とされており[14]、その後中止を決めた。
- 相鉄線には乗り入れないものの、2023年（令和5年）3月18日より東急新横浜線への乗り入れを開始している。